# Théodore-Adrien Sarr
Théodore-Adrien Sarr (ur. 28 listopada 1936 w Fadiouth) – emerytowany arcybiskup Dakaru, od 24 listopada 2007 kardynał.

## Życiorys
Naukę na poziomie podstawowym pobierał w Fadiouth, w proseminarium w Ngasobil (1946–1951); uczęszczał do Niższego Seminarium Matki Bożej w Hann (1951–1957) i do wyższego seminarium Libermanna w Sébikhotane (1957–1964).
Święcenia kapłańskie przyjął 28 maja 1964 Studiował na wydziale literatury klasycznej uniwersytetu w Dakarze (1964–1967), gdzie uzyskał magisterium. Od 1967 do 1974 pełnił posługę duszpasterską w kilku parafiach jako asystent wspólnot Akcji Katolickiej. Uczył literatury klasycznej (łaciny i greki) w niższym seminarium św. Józefa w Ngasobil, a w 1970 został jego dyrektorem.
1 lipca 1974 został mianowany ordynariuszem Kaolack. Był pierwszym afrykańskim biskupem tej diecezji. 24 listopada 1974 przyjął sakrę biskupią. Głównym konsekrującym był kard. Hyacinthe Thiandoum, arcybiskup Dakaru.
2 czerwca 2000 został podniesiony do godności metropolity Dakaru, gdzie odbył ingres 19 sierpnia 2000.
W ramach Konferencji Episkopatu Senegalu, Mauretanii, Wysp Zielonego Przylądka i Gwinei Bissau sprawował różne funkcje, m.in. przewodniczącego Komisji ds. Duchowieństwa, Seminariów i Zakonników oraz Krajowego Międzydiecezjalnego Komitetu Pielgrzymek Katolickich (Cinpec). Od 1980 do chwili obecnej jest przewodniczącym Komisji ds. Edukacji. Od 1987 do listopada 2005 był przewodniczącym tej Konferencji, a w latach 1994–1998 przewodniczącym Światowej Rady Międzynarodowego Biura Wychowania Katolickiego (OIEC).
W ramach Regionalnej Konferencji Episkopatu Afryki Zachodniej (CERAO/RECOWA) sprawował funkcję wiceprzewodniczącego i przewodniczącego (od 2003). W latach 2003–2006 był drugim wiceprzewodniczącym Sympozjum Konferencji Episkopatu Afryki i Madagaskaru (SECAM), zaś od 2007 r. pełni funkcję pierwszego wiceprzewodniczącego.
Na konsystorzu 24 listopada 2007 papież Benedykt XVI kreował go kardynałem z tytułem prezbitera Santa Lucia a Piazza d’Armi.
Brał udział w konklawe 2013, które wybrało papieża Franciszka. 28 listopada 2016 roku ukończył 80 lat i stracił prawo do udziału w konklawe.
22 grudnia 2014 przeszedł na emeryturę, ustępując z rządów w archidiecezji dakarskiej.